# Station Stiege

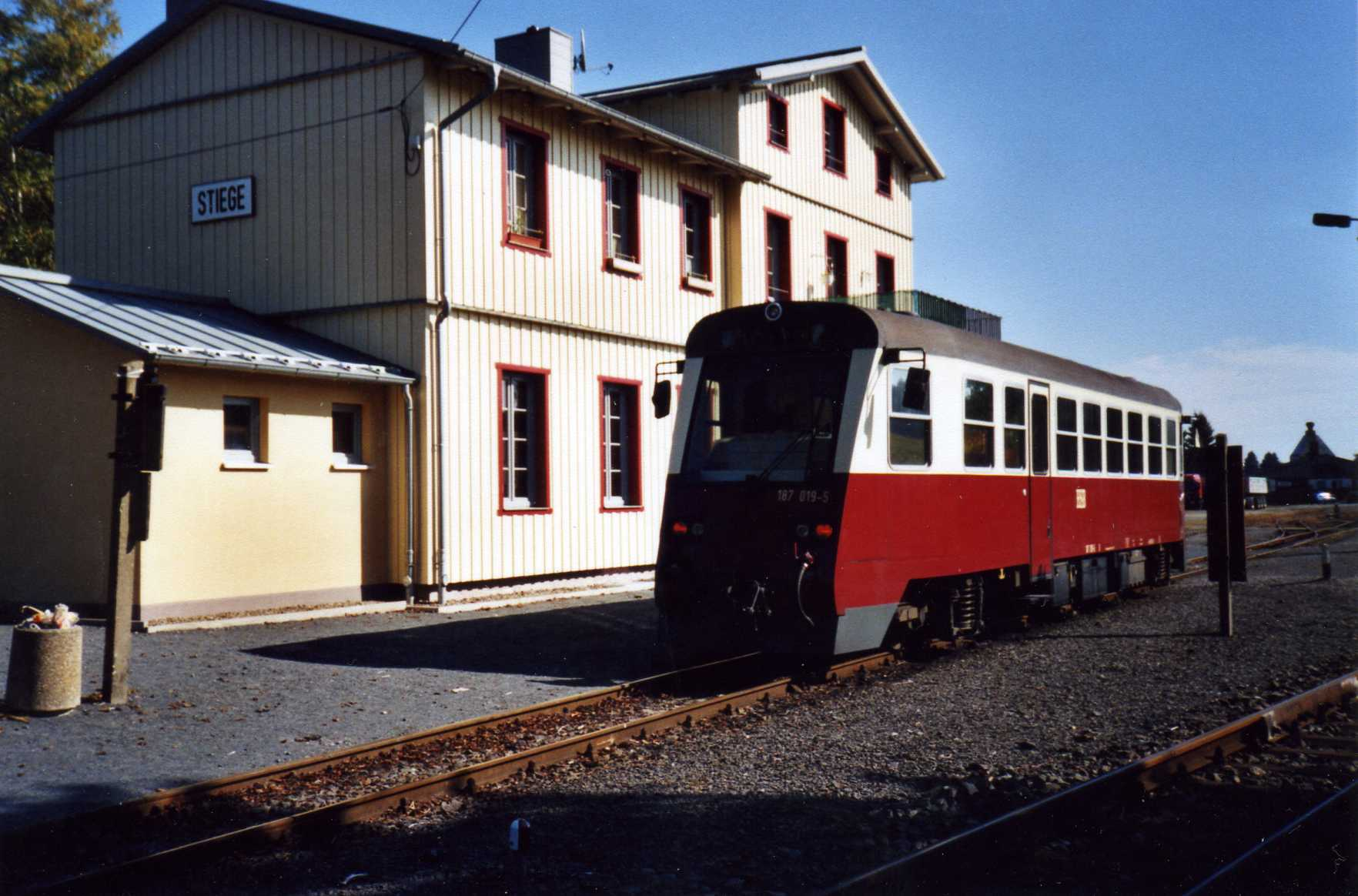
Station Stiege

Station Stiege is een spoorwegstation in Stiege in de Duitse deelstaat Saksen-Anhalt. Het station van de Harzer Schmalspurbahnen (HSB) is onderdeel van de Selketalbahn. Het verzorgt samen met Station Eisfelder Talmühle de verbinding tussen de voormalige GHE-NWE Eisenbahn.

## Geschiedenis
- 1 december 1891 - ingebruikname traject Güntersberge-Stiege
- 1 mei 1892 - ingebruikname traject Stiege-Hasselfelde
- 15 juli 1905 - opening verbinding met Eisfelder Tahlmühle
- 1 februari 1993 - overname Selketalbahn door de HSB